# Belodol
Belodol (bulgariska: Белодол) är ett distrikt i Bulgarien.   Det ligger i kommunen Obsjtina Pomorie och regionen Burgas, i den östra delen av landet, 300 kilometer öster om huvudstaden Sofia.
Trakten runt Belodol består till största delen av jordbruksmark. Runt Belodol är det tätbefolkat, med 356 invånare per kvadratkilometer.